# Championnats d'Europe de char à voile 2019
Navigation
2018 2021
Les 54e championnats d'Europe de char à voile 2019, organisés par le pays hôte sous l'égide de la fédération internationale du char à voile, se sont déroulés à Terschelling aux Pays-Bas.

## Podiums
| Épreuve           | Or                 | Argent           | Bronze       |
| ----------------- | ------------------ | ---------------- | ------------ |
| Classe Standart   | Waldemar Konopka   | M. Nielsen       | Didier Denut |
| Classe 2          | Xavier Godet       | G. Baheux        | J. Markowitz |
| Classe 3          | Egon Plovier       | C. Touron        | Ivan Ameele  |
| Classe 5          | Franck Le Vaillant | Alban Morandière | Brice Petit  |
| Classe Mini Yacht | S. Kraja           | J. Lammerskitten | JL. Pinon    |

| Épreuve           | Or               | Argent             | Bronze   |
| ----------------- | ---------------- | ------------------ | -------- |
| Classe Standart   | Nathalie Devigne | Anne Lefebvre      | A. Munch |
| Classe 3          | Hélène Dodier    | Marie-Pierre David |          |
| Classe Mini Yacht | Barbara Starke   | A. Munch           | A. Jacob |

## Tableau des médailles par nation
| Rang | Nation    | Or | Argent | Bronze | Total |
| ---- | --------- | -- | ------ | ------ | ----- |
| 1    | France    | 2  | 3      | 3      | 8     |
| 1    | Allemagne | 2  | 1      | 1      | 4     |
| 3    | Belgique  | 1  | -      | 1      | 2     |
| 4    | Suisse    | -  | 1      | -      | 1     |

| Rang | Nation    | Or | Argent | Bronze | Total |
| ---- | --------- | -- | ------ | ------ | ----- |
| 1    | France    | 2  | 2      | -      | 4     |
| 2    | Allemagne | 1  | 1      | 1      | 3     |
| 3    | Pays-Bas  | -  | -      | 1      | 1     |